# Cebovec
Cebovec is een plaats in de gemeente Lobor in de Kroatische provincie Krapina-Zagorje. De plaats telt 46 inwoners (2001).